# Ente nazionale per l'aviazione civile
L'Ente nazionale per l'aviazione civile (ENAC) è l'autorità italiana di regolamentazione tecnica, certificazione e vigilanza nel settore dell'aviazione civile sottoposta al controllo del Ministero delle infrastrutture e dei trasporti.
È un ente pubblico non economico dotato di autonomia regolamentare, organizzativa, amministrativa, patrimoniale, contabile e finanziaria.

## Storia
Nel 1997 il governo italiano emana il decreto legislativo n. 250, che riunisce in ENAC le competenze e le funzioni del Registro aeronautico italiano, della Direzione generale dell'aviazione civile del Ministero dei Trasporti e della Navigazione e dell'Ente nazionale della gente dell'aria.
Dal 1997 in poi la normativa specifica ha subito molteplici modifiche, stralci, integrazioni e innovazioni all'impianto previsionale del decreto istitutivo dell'Ente, la cui analisi va quindi integrata sia con quella delle circolari e dei regolamenti, parimenti disponibili sul sito Internet dell'ENAC, sia con il dettato del nuovo Codice della navigazione.
Molte delle competenze dell'ENAC sono oggi progressivamente trasferite all'European Aviation Safety Agency e presumibilmente i compiti dell'ENAC saranno più di carattere limitato e regionale.
Dal 1º luglio 2021 è presieduto da Pierluigi Di Palma.

## Competenze
L'articolo 2 del decreto istitutivo 250/1997 sanciva che l'ENAC:
«esercita le funzioni amministrative e tecniche già attribuite alla Direzione generale dell'aviazione civile (D.G.A.C.), al Registro aeronautico italiano (R.A.I.) ed all'Ente nazionale della gente dell'aria (E.N.G.A.) ed in particolare provvede ai seguenti compiti:
Recita l'articolo 687 del Codice della Navigazione
«L'Ente nazionale per l'aviazione civile (ENAC), nel rispetto dei poteri di indirizzo del Ministro delle infrastrutture e dei trasporti, nonché fatte salve le competenze specifiche degli altri enti aeronautici, agisce come unica autorità di regolazione tecnica, certificazione e vigilanza nel settore dell'aviazione civile, mediante le proprie strutture centrali e periferiche, e cura la presenza e l'applicazione di sistemi di qualità aeronautica rispondenti ai regolamenti comunitari».
Correzioni e integrazioni sono state recentemente apportate al Codice della navigazione dal decreto legislativo nº 151 del 15 marzo 2006, Disposizioni correttive ed integrative al decreto legislativo 9 maggio 2005, n. 96, recante la revisione della parte aeronautica del codice della navigazione, pubblicato nella Gazzetta Ufficiale n. 88 del 14 aprile 2006.
L’ente rappresenta l'Italia nelle maggiori organizzazioni internazionali dell'aviazione civile, come l'International Civil Aviation Organization (ICAO), la European Civil Aviation Conference, la European Aviation Safety Agency ed EUROCONTROL, con le quali ha continui rapporti di confronto e collaborazione e nelle quali riveste anche posizioni di leadership.

## Organizzazione

### Organi di vertice
Gli organi dell'ENAC sono: presidente, consiglio di amministrazione, collegio dei revisori dei conti e direttore generale, tutti scelti tra soggetti aventi particolare capacità ed esperienza riferite al trasporto aereo e all'aviazione civile. L'iter di nomina del presidente prevede la designazione da parte del Consiglio dei ministri su proposta del ministro dei Trasporti, il parere delle commissioni Trasporti della Camera dei deputati e del Senato e infine il decreto di nomina del presidente della Repubblica. Il direttore generale (coadiuvato da un vice direttore generale nominato dal consiglio di amministrazione su proposta del presidente e del consiglio di amministrazione) è nominato con decreto del presidente del Consiglio dei ministri. Per la nomina del collegio dei revisori dei conti, costituito da un presidente e due membri, si provvede con un decreto del Ministro delle infrastrutture e dei trasporti.

### Strutture
L'ENAC opera con 20 strutture organizzative individuate dalla disposizione organizzativa del direttore generale nº 22/DG del 18 marzo 2010:
- una struttura centrale a competenza generale: la direzione generale e 3 direzioni centrali a supporto della direzione generale
- 6 direzioni centrali: regolazione tecnica, sviluppo economico, infrastrutture aeroporti e spazio aereo, amministrazione e finanza, attività aeronautiche, coordinamento aeroporti[11]
- 15 strutture periferiche a competenza locale: le Direzioni Territoriali[12]

### ENAC Servizi
Nel 2022 ENAC ha costituito la ENAC Servizi S.r.l. affidandole i compito di gestire:
- i 19 aeroporti demaniali che non sono gestiti da società di gestione aeroportuale;
- il patrimonio immobiliare dell’ente;
- i progetti internazionali non istituzionali;
- la promozione di programmi di formazione nel settore dell'aviazione civile.

### Personale
L'ENAC ha, nel complesso, un organico di circa 1.000 unità, di cui cento ingegneri ed una ventina gli ispettori di volo, piloti con diversi anni di esperienza presso operatori aerei.

## Attività dell'ENAC
Nell'istituire l'ENAC il legislatore ha riservato al Ministero delle infrastrutture e dei trasporti le seguenti competenze:
- indirizzo, vigilanza e controllo in materia aeronautica
- promozione di accordi internazionali
- vigilanza sull'ENAV e sull'Aero Club d'Italia
- convenzioni con gli enti vigilati
- valutazione dei piani di investimento nel settore aeroportuale
- monitoraggio e statistiche sul trasporto aereo

Il mandato istituzionale dell'ENAC prevede:
- attività propedeutica all'affidamento a società di capitale della concessione per la gestione degli aeroporti
- attuazione del decreto legislativo sul libero accesso al mercato dei servizi a terra (handling) negli aeroporti italiani
- regolamentazione delle procedure dei servizi aeroportuali
- esame e valutazione dei piani regolatori, dei piani di rischio e dei programmi di interventi, investimenti e sviluppo in ambito aeroportuale
- istruttoria degli atti relativi a tariffe, tasse e diritti aeroportuali
- verifica delle condizioni che possano giustificare l'istituzione di oneri di servizio pubblico su specifici collegamenti aerei
- certificazione del personale operante nell'ambito aeronautico e della navigazione aerea
- attuazione delle raccomandazioni adottate dall'Agenzia nazionale per la sicurezza del volo

Con sede centrale a Roma, l'ENAC è rappresentato, nei maggiori aeroporti italiani, dalle Direzioni Territoriali (ex Aeroportuali) (Nord-Ovest, Milano Malpensa, Lombardia, Nord-Est, Emilia-Romagna, Toscana, Regioni Centro, Campania, Puglia-Basilicata, Calabria, Sardegna, Sicilia Occidentale, Sicilia Orientale).
Ulteriori obiettivi dell'ENAC sono la garanzia della qualità dei servizi resi all'utente e la tutela dei diritti del passeggero. Seguendo le indicazioni dell'Unione europea, l'ENAC ha redatto la Carta dei diritti del passeggero e la Carta dei servizi dei gestori aeroportuali. Nella Carta dei diritti del passeggero è raccolta in un testo unico la normativa vigente a livello nazionale, comunitario ed internazionale sulle forme di tutela rivendicabili oggi dal passeggero, in caso di disservizi, mentre la Carta dei servizi dei gestori aeroportuali definisce gli standard qualitativi minimi che devono essere osservati da ciascuno degli operatori aeroportuali nei servizi forniti ai passeggeri.

## Presidenti
- Alfredo Roma (1998-2003)
- Vito Riggio (2003-2018)
- Nicola Zaccheo (2019-2021)
- Pierluigi Di Palma (dal 2021)